# 九層林
九層林，是臺灣臺南市玉井區的一個傳統地域名稱，位於該區西南部。相較於今日行政區，其範圍大致包括層林里大部分地區、望月里西南部邊界地帶偏東段，以及左鎮區的睦光里東北端、中正里東北端。
本地區境內主要聚落為芋匏、嶺仔腳，設有層林國小。

## 歷史
台灣日治初期，九層林地區為一街庄，稱為「九層林庄」（舊制街庄），隸屬於外新化南里。該庄昔日西北與牛稠埔庄為鄰，北及東北與芒仔芒庄為鄰，東南邊為中坑庄，西南邊為內庄仔庄、左鎮庄、菜藔庄。
1901年（日治明治三十四年）11月11日，全台廢縣廳改設二十廳，該庄隸屬於臺南廳。1904年（明治三十七年）3月31日，該庄編入「外噍吧哖區」，隸屬於臺南廳。1909年（明治四十二年）10月25日，全台合併二十廳為十二廳，外噍吧哖區仍隸屬於臺南廳。1920年（大正九年）10月1日，全台地方制度大改正，廢十二廳改設五州二廳，該庄改制為「九層林」大字，隸屬於臺南州新化郡玉井庄（新制街庄）。
戰後玉井庄改制為玉井鄉，隸屬於臺南縣，大字亦改制為村。1950年（民國39年）10月25日，雲、嘉、南分治，玉井鄉仍隸屬於臺南縣。2010年（民國99年）12月25日，臺南縣、市合併為直轄臺南市，玉井鄉改制為玉井區，村亦改制為里。

## 聚落
本地區發展較早的聚落為九層林（已消失）、嶺仔腳、鬼仔坑（已消失）、芋匏、莿桐腳（已消失）、百三崎（已消失），在日治初期的官方地圖上已有記載。

## 交通
省道台20線是臺南至德高的幹道，其中部分路段稱為「南橫公路」（目前並未全線通車），經過本地區中部。由該道路西行（大方向）可前往左鎮區、山上區南端、新化區、永康區等地；東行（大方向）可前往玉井區玉井市區、南化區、高雄市甲仙區、六龜區等地。

## 學校
- 層林國小